# Новоуспеновский сельский совет
Новоуспеновский сельский совет (укр. Новоуспенівська сільська рада) — входит в состав
Весёловского района
Запорожской области
Украины.
Административный центр сельского совета находится в 
с. Новоуспеновка.

## История
- 1861 — дата образования.

## Населённые пункты совета
- с. Новоуспеновка
- с. Новоивановка